# 1931년 전국동계체육대회 스피드스케이팅 일반부 남자 500m
1931년 전국동계체육대회 스피드스케이팅 일반부 남자 500m는 일제강점기 조선 경성부에서 개최된 1931년 전국동계체육대회 스피드스케이팅의 세부 종목이다.

## 경기 결과
| 순위 | 선수   | 소속         | 조 | 기록   | 비고       |
| ---- | ------ | ------------ | -- | ------ | ---------- |
| 1    | 박건서 | 백구         | K  | 53.0   | 대회신기록 |
| 2    | 박응근 | 의학전문학교 | J  | 54.2   |            |
| 3    | 문병기 | 휘문         | G  | 54.4   |            |
| 4    | 김수각 | 연광         | K  | 54.4   |            |
| 5    | 윤정현 | 연희전문학교 | E  | 57.0   |            |
| 6    | 김용구 | 백구         | E  | 57.8   |            |
| 7    | 홍윤식 | 배재         | C  | 59.6   |            |
| 8    | 김호영 | 이고         | L  | 1:00.0 |            |
| 8    | 최경수 | 휘문         | H  | 1:00.0 |            |
| 10   | 유영록 | 선린         | F  | 1:01.0 |            |
| 10   | 이약?  | 경성         | C  | 1:01.0 |            |
| 12   | 최상두 | 경성         | G  | 1:01.5 |            |
| 13   | 김용우 | 연희전문학교 | A  | 1:02.3 |            |
| 14   | 김진환 | 약전         | J  | 1:03.0 |            |
| 15   | 김과손 | 배재         | I  | 1:03.8 |            |
| 16   | 조병학 | 의학전문학교 | G  | 1:04.8 |            |
| 17   | 김성표 | 이고         | I  | 1:07.0 |            |
| 18   | 정도상 | 의학전문학교 | D  | 1:12.0 |            |
| 19   | 김태봉 | 백구         | D  | 1:14.0 |            |
| 20   | 김상호 | 백구         | B  | 1:15.6 |            |

## 참고 문헌
- 대한체육회 (1990). 《대한체육회 70년사》.
- 대한체육회 (2011). 《대한체육회 90년사》.
- “제12회 전국동계체육대회 스피드스케이팅 일반부 남자 500m 결승 경기 결과”. 대한체육회.[깨진 링크(과거 내용 찾기)]
- “第四回全朝鮮(제사회전조선) 氷上競技經過(빙상경기경과)”. 동아일보. 1931년 1월 27일.